# Bagdad (muhafaza)
Bagdad (arab. محافظة بغداد) – jedna z 18 prowincji Iraku. Znajduje się w centrum kraju.